# Campionats del món de ciclisme de muntanya de 1996
Campionats del món de ciclisme de muntanya de 1996 van ser la 7a edició dels Campionats del món de ciclisme de muntanya organitzats per la Unió Ciclista Internacional. Les proves tingueren lloc del 18 i 19 de setembre de 1996 a Cairns (Queensland) a Austràlia.

## Resultats

### Camp a través
| Proves         | Or                         | Plata                 | Bronze                     |
| Masculí        | Thomas Frischknecht (SUI)  | Rune Høydahl (NOR)    | Hubert Pallhuber (ITA)     |
| Femení         | Alison Sydor (CAN)         | Ruthie Matthes (USA)  | Maria Paola Turcutto (ITA) |
| Masculí sub-23 | Dario Acquaroli (ITA)      | Miguel Martinez (FRA) | Cadel Evans (AUS)          |
| Masculí júnior | José Antonio Hermida (ESP) | Mickaël Reynaud (FRA) | Håkon Austad (NOR)         |
| Femení júnior  | Helena Eriksson (SWE)      | Emelie Öhrstig (SWE)  | Sonja Morf (SUI)           |

### Descens
| Proves         | Or                           | Plata                | Bronze                |
| Masculí        | Nicolas Vouilloz (FRA)       | Shaun Palmer (USA)   | Bas de Bever (NED)    |
| Femení         | Anne-Caroline Chausson (FRA) | Leigh Donovan (USA)  | Missy Giove (USA)     |
| Masculí júnior | Andy Büler (SUI)             | Cédric Gracia (FRA)  | Maxime Gardella (FRA) |
| Femení júnior  | Nolvenn Le Caër (FRA)        | Sari Jörgensen (SUI) | Sabrina Jonnier (FRA) |

## Medaller
| Pos.  | País          | Or | Plata | Bronze | Total |
| 1     | França        | 3  | 3     | 2      | 8     |
| 2     | Suïssa        | 2  | 1     | 1      | 4     |
| 3     | Suècia        | 1  | 1     | 0      | 2     |
| 4     | Itàlia        | 1  | 0     | 2      | 3     |
| 5     | Canadà        | 1  | 0     | 0      | 1     |
| 5     | Espanya       | 1  | 0     | 0      | 1     |
| 7     | Estats Units  | 0  | 3     | 1      | 4     |
| 8     | Noruega       | 0  | 1     | 1      | 2     |
| 9     | Austràlia     | 0  | 0     | 1      | 1     |
| 9     | Països Baixos | 0  | 0     | 1      | 1     |
| Total | Total         | 9  | 9     | 9      | 27    |